# Legendy Marvela
Legendy Marvela (oryg. Marvel Studios: Legends) – amerykański serial dokumentalny przedstawiający sylwetki postaci z produkcji franczyzy Filmowego Uniwersum Marvela.
Serial zadebiutował w serwisie Disney+ 8 stycznia 2021 roku. W Polsce pojawił się 14 czerwca 2022 roku.

## Emisja
Legendy Marvela zadebiutowały w serwisie Disney+ 8 stycznia 2021 roku. W Polsce zostały udostępnione 14 czerwca 2022 roku, równocześnie z uruchomieniem Disney+.

## Lista odcinków

### Sezon 1 (2021–2022)
| № | Nr | Tytuł                   | Tytuł polski        | Premiera (Disney+) | Premiera w Polsce (Disney+) |
| --- | -- | ----------------------- | ------------------- | ------------------ | --------------------------- |
| 1 | 1  | Wanda Maximoff          | Wanda Maximoff      | 8 stycznia 2021    | 14 czerwca 2022             |
| Dotychczasowa historia Wandy Maximoff. Od utraty jej brata Pietra w Avengers: Czas Ultrona do nawiązania relacji z Visionem w Kapitan Ameryka: Wojna bohaterów oraz jej obecność w filmach Avengers: Wojna bez granic i Avengers: Koniec gry. Odcinek jest wprowadzeniem postaci tydzień przed premierą serialu WandaVision. |    |                         |                     |                    |                             |
| 2 | 2  | Vision                  | Vision              | 8 stycznia 2021    | 14 czerwca 2022             |
| Historia Visiona w Filmowym Uniwersum Marvela. Od jego początków jako sztuczna inteligencja stworzona przez Tony’ego Starka o nazwie J.A.R.V.I.S. w filmie Iron Man do połączenia go z ciałem posiadającym Kamień Umysłu w Avengers: Czas Ultrona, budowania jego relacji w Wandą w Kapitan Ameryka: Wojna bohaterów i śmierci w Avengers: Wojna bez granic. Odcinek jest wprowadzeniem postaci tydzień przed premierą serialu WandaVision. |    |                         |                     |                    |                             |
| 3 | 3  | Falcon                  | Falcon              | 5 marca 2021       | 14 czerwca 2022             |
| Odcinek jest wprowadzeniem postaci dwa tygodnie przed premierą serialu Falcon i Zimowy Żołnierz. |    |                         |                     |                    |                             |
| 4 | 4  | Winter Soldier          | Zimowy Żołnierz     | 5 marca 2021       | 14 czerwca 2022             |
| Odcinek jest wprowadzeniem postaci dwa tygodnie przed premierą serialu Falcon i Zimowy Żołnierz. |    |                         |                     |                    |                             |
| 5 | 5  | Zemo                    | Baron Zemo          | 12 marca 2021      | 14 czerwca 2022             |
| Odcinek jest wprowadzeniem postaci tydzień przed premierą serialu Falcon i Zimowy Żołnierz. |    |                         |                     |                    |                             |
| 6 | 6  | Sharon Carter           | Sharon Carter       | 12 marca 2021      | 14 czerwca 2022             |
| Odcinek jest wprowadzeniem postaci tydzień przed premierą serialu Falcon i Zimowy Żołnierz. |    |                         |                     |                    |                             |
| 7 | 7  | Loki                    | Loki                | 4 czerwca 2021     | 14 czerwca 2022             |
| Odcinek jest wprowadzeniem postaci tydzień przed premierą serialu Loki. |    |                         |                     |                    |                             |
| 8 | 8  | The Tesseract           | Tesserakt           | 4 czerwca 2021     | 14 czerwca 2022             |
| Odcinek jest wprowadzeniem Kamienia Nieskończoności tydzień przed premierą serialu Loki. |    |                         |                     |                    |                             |
| 9 | 9  | Black Widow             | Czarna Wdowa        | 7 lipca 2021       | 14 czerwca 2022             |
| Odcinek jest wprowadzeniem postaci przed premierą filmu Czarna Wdowa. |    |                         |                     |                    |                             |
| 10 | 10 | Peggy Carter            | Peggy Carter        | 4 sierpnia 2021    | 14 czerwca 2022             |
| Odcinek jest wprowadzeniem postaci przed premierą serialu A gdyby…?. |    |                         |                     |                    |                             |
| 11 | 11 | The Avengers Initiative | Projekt Avengers    | 4 sierpnia 2021    | 14 czerwca 2022             |
| Odcinek jest wprowadzeniem drużyny przed premierą serialu A gdyby…?. |    |                         |                     |                    |                             |
| 12 | 12 | The Ravagers            | Łowcy               | 4 sierpnia 2021    | 14 czerwca 2022             |
| Odcinek jest wprowadzeniem drużyny przed premierą serialu A gdyby…?. |    |                         |                     |                    |                             |
| 13 | 13 | The Ten Rings           | Dziesięć Pierścieni | 1 września 2021    | 14 czerwca 2022             |
| Odcinek jest wprowadzeniem organizacji przed premierą filmu Shang-Chi i legenda dziesięciu pierścieni. |    |                         |                     |                    |                             |
| 14 | 14 | Hawkeye                 | Hawkeye             | 12 listopada 2021  | 14 czerwca 2022             |
| Odcinek jest wprowadzeniem postaci przed premierą serialu Hawkeye. |    |                         |                     |                    |                             |
| 15 | 15 | Doctor Strange          | Doktor Strange      | 29 kwietnia 2022   | 14 czerwca 2022             |
| Odcinek jest wprowadzeniem postaci przed premierą filmu Doktor Strange w multiwersum obłędu. |    |                         |                     |                    |                             |
| 16 | 16 | Wong                    | Wong                | 29 kwietnia 2022   | 14 czerwca 2022             |
| Odcinek jest wprowadzeniem postaci przed premierą filmu Doktor Strange w multiwersum obłędu. |    |                         |                     |                    |                             |
| 17 | 17 | Scarlet Witch           | Szkarłatna Wiedźma  | 29 kwietnia 2022   | 14 czerwca 2022             |
| Odcinek jest wprowadzeniem postaci przed premierą filmu Doktor Strange w multiwersum obłędu. |    |                         |                     |                    |                             |
| 18 | 18 | Thor                    | Thor                | 1 lipca 2022       | 1 lipca 2022                |
| Odcinek jest wprowadzeniem postaci przed premierą filmu Thor: Miłość i grom. |    |                         |                     |                    |                             |
| 19 | 19 | Jane Foster             | Jane Foster         | 1 lipca 2022       | 1 lipca 2022                |
| Odcinek jest wprowadzeniem postaci przed premierą filmu Thor: Miłość i grom. |    |                         |                     |                    |                             |
| 20 | 20 | Valkyrie                | Walkiria            | 1 lipca 2022       | 1 lipca 2022                |
| Odcinek jest wprowadzeniem postaci przed premierą filmu Thor: Miłość i grom. |    |                         |                     |                    |                             |
| 21 | 21 | Bruce Banner            | Bruce Banner        | 10 sierpnia 2022   | 10 sierpnia 2022            |
| Odcinek jest wprowadzeniem postaci przed premierą serialu Mecenas She-Hulk. |    |                         |                     |                    |                             |
| 22 | 22 | King T’Challa           | Król T’Challa       | 4 listopada 2022   | 4 listopada 2022            |
| Odcinek jest wprowadzeniem postaci przed premierą filmu Czarna Pantera: Wakanda w moim sercu. |    |                         |                     |                    |                             |
| 23 | 23 | Princess Shuri          | Księżniczka Shuri   | 4 listopada 2022   | 4 listopada 2022            |
| Odcinek jest wprowadzeniem postaci przed premierą filmu Czarna Pantera: Wakanda w moim sercu. |    |                         |                     |                    |                             |
| 24 | 24 | Dora Milaje             | Dora Milaje         | 4 listopada 2022   | 4 listopada 2022            |
| Odcinek jest wprowadzeniem postaci przed premierą filmu Czarna Pantera: Wakanda w moim sercu. |    |                         |                     |                    |                             |
| 25 | 25 | Mantis                  | Mantis              | 23 listopada 2022  | 23 listopada 2022           |
| Odcinek jest wprowadzeniem postaci przed premierą filmu Strażnicy Galaktyki: Coraz bliżej święta. |    |                         |                     |                    |                             |
| 26 | 26 | Drax                    | Drax                | 23 listopada 2022  | 23 listopada 2022           |
| Odcinek jest wprowadzeniem postaci przed premierą filmu Strażnicy Galaktyki: Coraz bliżej święta. |    |                         |                     |                    |                             |

### Sezon 2 (2023–)
| №                                                                                   | Nr | Tytuł               | Tytuł polski    | Premiera (Disney+) | Premiera w Polsce (Disney+) |
| ----------------------------------------------------------------------------------- | -- | ------------------- | --------------- | ------------------ | --------------------------- |
| 27                                                                                  | 1  | Ant-Man             | Ant-Man         | 10 lutego 2023     | 10 lutego 2023              |
| Odcinek jest wprowadzeniem postaci przed premierą filmu Ant-Man i Osa: Kwantomania. |    |                     |                 |                    |                             |
| 28                                                                                  | 2  | Wasp                | Osa             | 10 lutego 2023     | 10 lutego 2023              |
| Odcinek jest wprowadzeniem postaci przed premierą filmu Ant-Man i Osa: Kwantomania. |    |                     |                 |                    |                             |
| 29                                                                                  | 3  | Hank & Janet        | Hank i Janet    | 10 lutego 2023     | 10 lutego 2023              |
| Odcinek jest wprowadzeniem postaci przed premierą filmu Ant-Man i Osa: Kwantomania. |    |                     |                 |                    |                             |
| 30                                                                                  | 4  | Peter Quill         | Peter Quill     | 28 kwietnia 2023   | 28 kwietnia 2023            |
| Odcinek jest wprowadzeniem postaci przed premierą filmu Strażnicy Galaktyki vol. 3. |    |                     |                 |                    |                             |
| 31                                                                                  | 5  | Gamora              | Gamora          | 28 kwietnia 2023   | 28 kwietnia 2023            |
| Odcinek jest wprowadzeniem postaci przed premierą filmu Strażnicy Galaktyki vol. 3. |    |                     |                 |                    |                             |
| 32                                                                                  | 6  | Nebula              | Nebula          | 28 kwietnia 2023   | 28 kwietnia 2023            |
| Odcinek jest wprowadzeniem postaci przed premierą filmu Strażnicy Galaktyki vol. 3. |    |                     |                 |                    |                             |
| 33                                                                                  | 7  | Rocket              | Rocket          | 28 kwietnia 2023   | 28 kwietnia 2023            |
| Odcinek jest wprowadzeniem postaci przed premierą filmu Strażnicy Galaktyki vol. 3. |    |                     |                 |                    |                             |
| 34                                                                                  | 8  | Kraglin             | Kraglin         | 28 kwietnia 2023   | 28 kwietnia 2023            |
| Odcinek jest wprowadzeniem postaci przed premierą filmu Strażnicy Galaktyki vol. 3. |    |                     |                 |                    |                             |
| 35                                                                                  | 9  | Groot               | Groot           | 28 kwietnia 2023   | 28 kwietnia 2023            |
| Odcinek jest wprowadzeniem postaci przed premierą filmu Strażnicy Galaktyki vol. 3. |    |                     |                 |                    |                             |
| 36                                                                                  | 10 | Nick Fury           | Nick Fury       | 14 czerwca 2023    | 14 czerwca 2023             |
| Odcinek jest wprowadzeniem postaci przed premierą serialu Tajna inwazja.            |    |                     |                 |                    |                             |
| 37                                                                                  | 11 | Maria Hill          | Maria Hill      | 14 czerwca 2023    | 14 czerwca 2023             |
| Odcinek jest wprowadzeniem postaci przed premierą serialu Tajna inwazja.            |    |                     |                 |                    |                             |
| 38                                                                                  | 12 | Talos & the Skrulls | Talos i Skrulle | 14 czerwca 2023    | 14 czerwca 2023             |
| Odcinek jest wprowadzeniem postaci przed premierą serialu Tajna inwazja.            |    |                     |                 |                    |                             |
| 39                                                                                  | 13 | Everett Ross        | Everett Ross    | 14 czerwca 2023    | 14 czerwca 2023             |
| Odcinek jest wprowadzeniem postaci przed premierą serialu Tajna inwazja.            |    |                     |                 |                    |                             |
| 40                                                                                  | 14 | James Rhodes        | James Rhodes    | 14 czerwca 2023    | 14 czerwca 2023             |
| Odcinek jest wprowadzeniem postaci przed premierą serialu Tajna inwazja.            |    |                     |                 |                    |                             |
| 41                                                                                  | 15 | TVA                 | AOC             | 29 września 2023   | 29 września 2023            |
| Odcinek jest wprowadzeniem organizacji przed premierą drugiego sezonu serialu Loki. |    |                     |                 |                    |                             |
| 42                                                                                  | 16 | Variants            | Warianty        | 29 września 2023   | 29 września 2023            |
| Odcinek jest wprowadzeniem pojęcia przed premierą drugiego sezonu serialu Loki.     |    |                     |                 |                    |                             |
| 43                                                                                  | 17 | Carol Danvers       | Carol Danvers   | 3 listopada 2023   | 3 listopada 2023            |
| Odcinek jest wprowadzeniem postaci przed premierą filmu Marvels.                    |    |                     |                 |                    |                             |
| 44                                                                                  | 18 | Kamala Khan         | Kamala Khan     | 3 listopada 2023   | 3 listopada 2023            |
| Odcinek jest wprowadzeniem postaci przed premierą filmu Marvels.                    |    |                     |                 |                    |                             |
| 45                                                                                  | 19 | Monica Rambeau      | Monica Rambeau  | 3 listopada 2023   | 3 listopada 2023            |
| Odcinek jest wprowadzeniem postaci przed premierą filmu Marvels.                    |    |                     |                 |                    |                             |

## Produkcja
15 grudnia 2020 roku został zapowiedziany serial dokumentalny Marvel Studios: Legends, którego producentem wykonawczym ma być Kevin Feige. Serial wykorzystuje materiały archiwalne z poprzednich filmów Filmowego Uniwersum Marvela, w których pojawiła się dana postać.

## Odbiór
Matt Goldberg z portalu Collider napisał: „Legendy zbudowane są trochę na zasadzie jak fanowskie filmiki, które promują nowe produkcje Marvela. I to nie jest złe”. Jednak podkreślił, że chciałby, aby „pokazały coś nowego”. Charlie Ridgely z ComicBook.com stwierdził: „jeśli po prostu lubisz Marvela i chcesz, aby przypomniało ci się, co się dzieje, zanim zanurzysz się w coś nowego, jest to świetne odświeżenie”.
Niektórzy widzowie byli rozczarowani serialem, spodziewając się bardziej szczegółowego serialu dokumentalnego z wywiadami z twórcami, a nie pokazem tylko archiwalnych materiałów.